# Trismegistia brachyphylla
Trismegistia brachyphylla är en bladmossart som beskrevs av Fleischer 1923. Trismegistia brachyphylla ingår i släktet Trismegistia och familjen Sematophyllaceae. Inga underarter finns listade i Catalogue of Life.